# Łysienie telogenowe
Łysienie telogenowe – forma łysienia niebliznowaciejącego, charakteryzująca się rozproszonym, zwiększonym wypadaniem włosów. Inną odmianą choroby jest jej forma chroniczna.

## Przyczyny
Cykl wzrostu włosa podzielony został na dwie fazy: fazę wzrostu (anagenen) i fazę odpoczynku (telogenen). W zależności od indywidualnych preferencji faza anagenu może trwać około trzech lat, a telogenu około trzech miesięcy. W trakcie trwania fazy telogenu odpoczywający włos pozostaje w mieszku włosowym. W chwili rozpoczęcia fazy anagenu zostaje on wypchnięty przez nowy włos. W przypadku zdrowego zachowania skóry głowy w fazie telogenu nieustannie pozostaje od 5%–15% włosów. O łysieniu telogenowym można mówić wtedy, gdy w fazę spoczynku przechodzi większa część wszystkich, znajdujących się na skórze głowy włosów. 
Jak do tej pory nie została wskazana jednoznaczna przyczyna występowania łysienia telogenowego. Wśród jej przyczyn wymienia się zazwyczaj:
- napięcie metaboliczne,
- napięcie hormonalne,
- ostre choroby, którym towarzyszy wysoka temperatura,
- czynniki stresogenne,
- choroby chroniczne (guzy, toczeń rumieniowaty),
- zmiany hormonalne,
- niedobory pokarmowe,
- zatrucie metalami ciężkimi,
- wpływ przyjmowanych lekarstw (beta-blokery, środki przeciwkrzepliwe, retinoidy (z nadmiarem witaminy A), propylotiouracyl (zaostrza nadczynność tarczycy), karbamazepina, immunizacje)
- choroby skóry (łuszczyca, zapalenie łojotokowe),
- alergiczna wysypka skóry głowy.

## Objawy
Łysienie telogenowe to dolegliwość trwająca przez okres ponad 6 miesięcy. Często chorobie nie towarzyszą żadne inne objawy, dlatego wykrycie początków dolegliwości bywa stosunkowo trudne. Potwierdzenie diagnozy możliwe jest na podstawie wyników biopsji skóry głowy. Zalecane jest pobranie 4-mm próbek nakłuwanych, wszystkich przeprowadzonych horyzontalnie. Umożliwia to określenie stosunku anagenu do telogenu, zapewniając tym samym większą trafność diagnozy. W przypadku wystąpienia objawów nadczynności tarczycy, przeprowadzany jest z reguły test tyreotropinowy.

## Testy alternatywne
Alternatywnym sposobem potwierdzenia diagnozy bez konieczności wykonywania biopsji skóry głowy jest pobieranie seryjnych próbek włosów. Technika umożliwia potwierdzenie samoistnego zakończenia się procesu cyklu wzrostu włosa. Zakłada ona zbieranie wszystkich włosów, które wypadną w ciągu 24 godzin. Badanie należy powtarzać co 1–2 tygodni, aż do uzyskania 3 do 4 kolekcji. Kolekcje wielkości 100 lub więcej włosów wskazują na łysienie telogenowe. Inny sposób badania zaproponował Rabora i in. Metoda zakłada zbierania włosy podczas ich mycia, a następnie liczenie i mierzenie długości włosów. Umożliwia ona wykrycie i rozróżnienie łysienia telogenowego i androgenowego, nawet w przypadku wystąpienia u pacjenta obu rodzajów dolegliwości.

## Leczenie
Łysienie telogenowe to choroba, która z reguły ustępuje samoistnie, dlatego leczenie dolegliwości w większości przypadków ogranicza się do udzielenia choremu wsparcia psychicznego. W przypadku stwierdzenia niedoborów pokarmowych konieczna jest konsultacja z dietetykiem. Wówczas dieta pacjenta ukierunkowana zostaje na przyjmowanie protein. Zalecane jest także podniesienie poziomu ilości żelaza i dostarczaniu niezbędnych substancji odżywczych. Wykluczone zostają natomiast zbyt duże ilości witaminy A.